# Materia medica
Materia medica (lateinisch für „heilende Substanz“) ist die historische Bezeichnung für Textsammlungen über die Wirkung von Substanzen, die zu Heilzwecken verwendet werden. Die Substanzen, deren Wirkungen in Materiae medicae beschrieben wurden, stammten aus den drei Naturreichen (Pflanzen, Tiere, Mineralien) und wurden entsprechend geordnet. Die Bezeichnung leitet sich aus der lateinischen Übersetzung des Titels eines Werkes des griechischen Arztes Pedanios Dioskurides ab: De materia medica, original griechisch Περὶ ὕλης ἰατρικῆς Perí hýles iatrikés. Das mit knapp 400 Seiten umfangreichste Werk des Mittelalters in deutscher Sprache stellt die Handschrift Nr. 1224 der Leipziger Universitätsbibliothek dar, das sogenannte Leipziger Drogenkompendium.
Der Begriff „Materia medica“ wurde international bis ins 20. Jahrhundert verwendet und allmählich durch Pharmakologie oder im Deutschen auch durch „Arzneimittellehre“ ersetzt. In der Homöopathie wird „Materia medica“ weiterhin zur Bezeichnung der homöopathischen Arzneimittellehre benutzt.